# 마리아 카자레스
마리아 카자레스(María Casares, 1922년 11월 21일 ~ 1996년 11월 22일 )는 프랑스의 배우다.
에스파냐 출신이며, 강렬한 개성으로 카뮈의 여러 작품에 나오는 이상한 여주인공을 멋지게 연출했을 뿐만 아니라, 프랑스 국립민중극장으로 옮겨 <맥베스 부인>이나 피에르 드 마리보의 우아한 역으로도 성공하였다.

## 출연 작품
- 책 읽어주는 여자 (1988, La Lectrice)
- 모래와 피 (1987)
- 플라비아 (1974)
- 오르페의 유언 (1960)
- 국립 민중 극장 (1956)
- 빛과 그림자 (1951)
- 게르니카(영어판) (1949)
- 오르페 (1949)
- 파르므의 수도원 (1948)
- 볼로뉴 숲의 여인들 (1945)
- 천국의 아이들 (1945)